# Антоній Мальчевський
Анто́ній Мальче́вський (пол. Antoni Malczewski; 3 червня 1793 — 2 травня 1826) — польський поет-романтик. Один із основоположників «української школи» в польській поезії.

## Біографія
Антоній Мальчевський народився 3 червня 1793 року в селі в заможній шляхетській сім'ї (за іншими даними, у Варшаві).
Батько — Ян Юзеф Мальчевський (пол. Jan Józef Malczewski, 1768—1808) — генерал-лейтенант Тарговицької конфедерації, був власником маєтків у селах Княгинин, Ксаверівка (тепер Молодаво Друге) на Волині (нині Дубенського району Рівненської області). Мати — дружина батька Констанція з Блешинських (пом. 1800, Дубно). Брат — Констянтин Мальчевський (1797---після 1846) — польський військовик, мексикаський генерал.
Дитинство поета пройшло в Тарноруді на кордоні Волині, Поділля та Галичини. У 1805 році був прийнятий до 4-го класу, у 1811 році закінчив Вищу Волинську гімназію (помилково Кременецький ліцей) і вступив на військову службу. Вийшовши 1815 року у відставку, тривалий час перебував за кордоном — у Франції, Італії, Англії, Швейцарії.
1821 року, повернувшись в Україну, Мальчевський оселився у зруйнованому батьківському маєтку. Згодом він перебрався у Львів, де марно намагався надрукувати свої літературні спроби.
Нещасливе кохання фатально позначилося на подальшій долі поета. 1824 року він виїхав до Варшави, де жив в атмосфері постійного нервового напруження та матеріальних нестатків. 1825 року вихід поеми «Марія» не приніс Мальчевському сподіваної популярності. 2 травня 1826 року він помер у Варшаві у повному забутті та самотності.
На сюжет поеми Мальчевського музичні твори написали Михайло Завадський, Юліуш Зарембський, Л. Гроссман.
Його позашлюбним сином був поет, учасник листопадового повстання Август Антоній Яблоновський (бл.1815—1837), який емігрував до США.

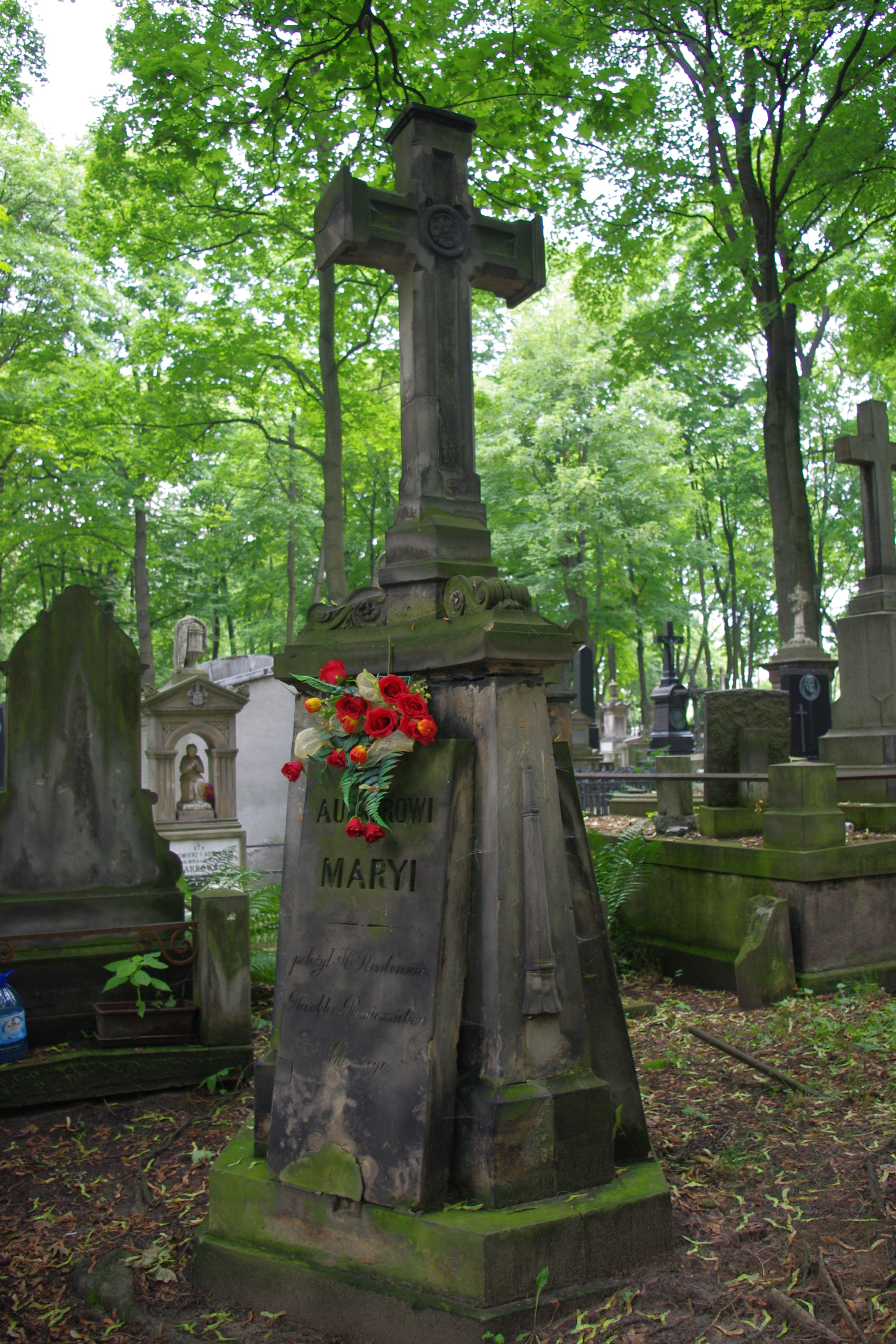
надгробок поета та його зведеної сестри, Повонзки